# Gruppo Maute
Il gruppo Maute (in filippino Grupong Maute; noto anche come Daulah Islamiyah) è un movimento islamista paramilitare terroristico nato nel 2013 da una scissione dal MILF, fautore di ideali riconducibili al fondamentalismo islamico e impegnato in modo militante nell'organizzazione e nell'esecuzione di violente azioni ostili nelle Filippine. Avente base nella regione di Mindanao, il gruppo Maute ha un ruolo minore all'interno del conflitto Moro e opera principalmente nella provincia di Lanao del Sur ed in altre regioni del Mindanao centrale.
Fondato dai fratelli Abdullah e Omar Maute, guerriglieri e criminali filippini, sin dal 2016 il gruppo Maute ha perpetrato una serie di azioni terroristiche e giurato fedeltà allo Stato Islamico. Oltre ad un centinaio di componenti, il movimento vanta la presenza di alcuni combattenti ribelli stranieri.

## Storia
Il padre di Omar e Abdullah Maute, Cayamora, era un ufficiale di alto rango del Fronte di Liberazione Islamico Moro (MILF), gruppo impegnato dal 2014 in trattative di pace con il governo filippino. Insoddisfatti delle manovre di riconciliazione, i fratelli hanno criticato aspramente i vertici dell'MILF e prestato giuramento allo Stato Islamico. Dopo essersi uniti al movimento Khalifa Islamiyah (capeggiato da Marwan), i Maute hanno in seguito fondato un proprio gruppo paramilitare per focalizzare le loro azioni sulla regione di Mindanao.
Secondo le Forze armate delle Filippine, il primo scontro tra il gruppo Maute e l'esercito risale al 2013, quando un gruppo di insorgenti locali ha attaccato un posto di blocco a Madalum, nella provincia di Lanao del Sur.